# Brión de Abaixo (Brión)
Brión de Abaixo es una aldea española situada en la parroquia de Brión, del municipio de Brión, en la provincia de La Coruña, Galicia.

## Demografía
| Gráfica de evolución demográfica de Brión de Abaixo entre 2000 y 2018 |
|                                                                       |
| Datos según el nomenclátor publicado por el INE.                      |